# アジアギャザリー

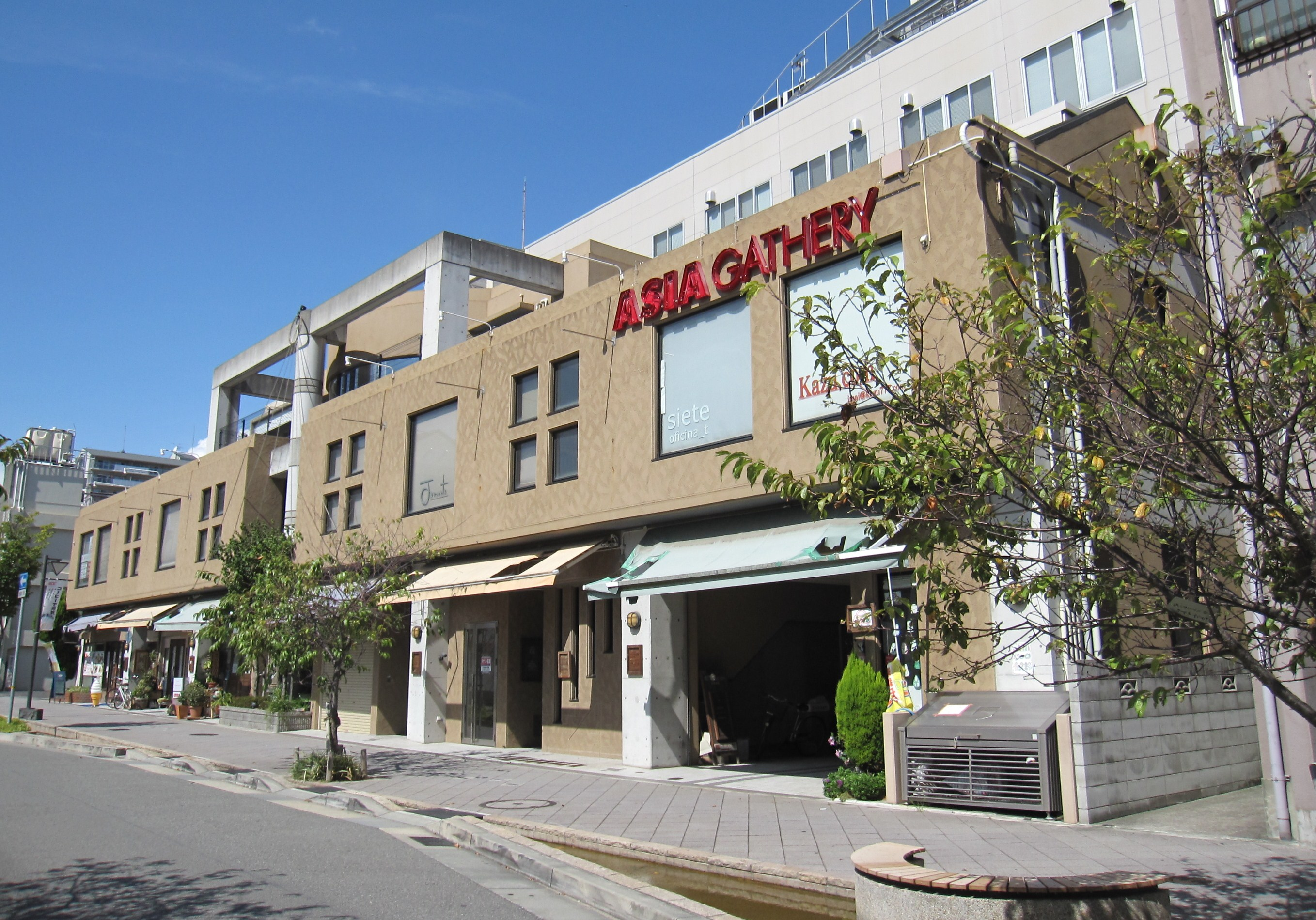
アジアギャザリー

アジアギャザリーとは兵庫県神戸市長田区に存在するショッピングセンターの名称。飲食店から物品店まで様々なタイプの店舗が入居しており、それらは施設名の通りアジア各国の料理や物産を扱っているところが特徴。また当施設は2000年度の神戸景観・ポイント賞を受賞している。